# Военный переворот в Гвинее (2021)
5 сентября 2021 года в Гвинее произошёл военный переворот, в ходе которого был задержан президент страны Альфа Конде.

## Предпосылки
Альфа Конде — первый президент Гвинеи с момента её независимости, который был избран с помощью президентских выборов. До этого в стране действовала автократия.
В 2015 году Конде был переизбран.
До 2020 года президент Гвинеи не мог переизбираться более двух раз, однако конституционный референдум увеличил срок полномочий главы государства, в результате чего Конде получил право переизбираться ещё 2 раза.
Альфа Конде победил на выборах 2020 года, после чего последовали протесты и обвинения в фальсификации результатов.
Гвинейские оппозиционеры подвергались репрессиям — Мамаде Конде был арестован в январе 2021 года, а лидер партии Союз демократических сил Гвинеи скончался в тюрьме.
В начале 2021 года резко выросли цены на муку, зерно и сахар. Правительство попыталось установить более высокую цену на хлеб, однако на фоне возмущения насчёт этого указа правительство отказалось от повышения цен. Это привело к нехватке хлеба, поскольку пекарни отказались производить хлеб за фиксированную цену 2500 франков за буханку. После этого цена была повышена до 4000 франков, что вновь вызвало недовольство общественности.
Летом 2021 года были повышены налоги, возросли цены на бензин, было уменьшено финансирование военных сил в пользу президентских служб.
Сообщается о том, что переворот был спровоцирован попыткой правительства уволить высокопоставленного сотрудника спецназа.

## Хронология событий
5 сентября 2021 года около 8 часов утра возле президентского дворца в городе Конакри раздалась стрельба; на улицах появились военные, призывающие местных жителей немедленно вернуться в свои жилища.
Мятежниками был перекрыт мост в район Калум, в котором находится много правительственных зданий.
Въезды по автомобильным дорогам с северо-восточного направления были перекрыты военными.
Министерство обороны Гвинеи объявило о том, что нападение удалось сдержать.
Позже в сети распространились фотографии, на которых президента Гвинеи Альфа Конде выводят из здания. Затем было опубликовано видео, на котором президент удерживается военными. Мятежники заявили, что президенту ничего не угрожает; кроме того, ему предоставлен доступ к врачам.
Полковник Мамади Думбуя в обращении на государственном телеканале RTG (фр. Radio Télévision Guinéenne) объявил о роспуске парламента, отмене конституции и закрытии воздушных и сухопутных границ страны как минимум на неделю.
Поступали сообщения о том, что гвинейцы вышли на улицы и массово приветствовали переворот.
Мятежники объявили о комендантском часе с 19:00 5 сентября на всей территории государства.
Вечером 5 сентября мятежники заявили о полном контроле над Конакри и вооружёнными силами.
6 сентября границы государства были открыты.
7 сентября из гвинейских тюрем было освобождено 79 политических заключенных.
1 октября 2021 года Мамади Думбуя был приведен к присяге в качестве временного президента.

## Последствия
Из-за переворота был отложен отборочный матч чемпионата мира по футболу 2022 между Гвинеей и Марокко, запланированный на 6 сентября. Сборная Марокко была эвакуирована в аэропорт.
Около 20 % алюминия производится из бокситов, добытых в Гвинее. Переворот привёл к повышению цен на алюминий, которые поднялись до рекордных значений — $2761 за тонну.
Московский футбольный клуб «Локомотив» объявил о нахождении в Гвинее своего нападающего Франсуа Камано, который не может покинуть государство из-за закрытых границ, и приложении всех усилий для его возвращения.
Официальный представитель партии Объединение гвинейского народа рассказал о резком ухудшении здоровья арестованного Альфа Конде. Известно, что Конде отказывается от пищи.
Африканский союз приостановил членство страны в этой организации.

## Реакция
Генеральный секретарь ООН Антониу Гутерриш осудил захват власти и призвал освободить президента Гвинеи.
Президент (Феликс Чисекеди) и глава комиссии (Мусса Факи Махамат) Африканского союза призвали к освобождению Альфа Конде и осудили переворот. Экономическое сообщество стран Западной Африки 9 сентября провела саммит, посещённый ситуации в Гвинее.
 Верховный представитель Союза по иностранным делам и политике безопасности Жозеп Боррель потребовал «уважения правового государства, интересов мира и благополучия гвинейского народа».
 Государственный департамент США призвал обе стороны конфликта не прибегать к насилию.
 Министерство иностранных дел Мексики осудило переворот и призвало освободить Конде.
 Министерство иностранных дел Франции также осудило переворот и призвало освободить президента.
 Президент Ганы и официальный представитель Экономического сообщества стран Западной Африки Нана Акуфо-Аддо выступил с обращением, в котором осудил переворот.
 Министерство иностранных дел Нигерии заявило, что государственный переворот нарушает правила Экономического сообщества стран Западной Африки, и призвало страну вернуться к конституции.
 Министерство иностранных дел Турции осудило переворот, призвало освободить президента и восстановить конституцию.
 Министерство иностранных дел Катара призвало избегать эскалации и осудило переворот.
 Министерство иностранных дел России потребовало освободить Конде и осудило переворот.
 Пресс-секретарь Министерства иностранных дел Китая Ван Ваньбинь призвал решить конфликт мирным путём и освободить Конде.
 В своём заявлении министра иностранных дел Гамбии Мамаду Тангары осудил военный переворот, призвал к возвращению к конституции и освобождению лидера.
 Представитель Департамента международных отношений и сотрудничества Южной Африки рассказал, что «с большой озабоченностью» наблюдал за развитием переворота. Южная Африка призвала к освобождению Конде, призвала Африканский союз вмешаться в ситуацию в Гвинее, чтобы восстановить стабильность в стране, и призвала к полной сдержанности военных и диалогу для решения проблем, с которыми сталкивается Гвинея.
 6 сентября представитель Министерства иностранных дел Гвинеи-Бисау заявил, что правительство представит официальную позицию на следующий день, и призвал не принимать поспешных решений до тех пор, пока не появится конкретная информация о перевороте.
 Министерство иностранных дел Японии осудило арест президента, призвало к его освобождению и восстановлению конституционного порядка.
 Министерство иностранных дел Люксембурга осудило государственный переворот и потребовало освободить президента и восстановить конституцию.
 Министр иностранных дел Швеции Анн Линде призвала освободить президента.
 Джеймс Даддридж опубликовал через Министерство иностранных дел заявление, котором осудил переворот и призвал освободить Конде.
 Президент Венесуэлы Николас Мадуро осудил переворот и потребовал вернуться к верховенству закона.